# 大竹裕子
大竹 Miyu（日語：大竹 みゆ）是日本女性聲優。目前無所屬事務所。神奈川縣出生。血型為Ａ型。暱稱有「みゆっち」「みゅーたん」「みゅうみゅう（みゆみゆ）」「部長」「殺意様」。舊藝名：大竹裕子，當時的暱稱是「ゆこりん」「ゆうちゃん」等等。
初次配音是在電視動畫的『忍者少女』。從低音到高音都很擅長，擁有非常廣的音域。

## 人物簡介
- 興趣是喝草本茶和中國茶。
- 不喜歡咖哩飯（特別是氣味），但喜歡牛肉燴飯。
- 有養貓。名字是「プリュ（個性非常怕生）」和「チャイム（個性無憂無慮）」。
- 不喜歡脆梅，但是喜歡梅子紅茶、茶梅、梅子果凍。

- 玩動作遊戲的時候不管如何都要使用女性角色。
- 雖然不喜歡普通的紅酒，但是喜歡冰酒。
- 只要去大型電器商店就會頭痛（家族裡大部分的人都有偏頭痛）。

- 喜歡玩任天堂的遊戲『地球冒險系列』。

- 「ゆこりん」這個暱稱的由來是因為在擔任主持人的時候，被Live House的客人用「ゆうこりん」稱呼，因為覺得跟小倉優子用相同暱稱非常惶恐，所以改稱為「ゆこりん」。本人非常喜歡這個暱稱。
- 2008年9月17日在自己經營的Blog中寫道，改名後請大家使用「みゆっち」「みゅーたん」「みゅうみゅう（みゆみゆ）」來作為暱稱。還有，在她參與的網路電台『ふぃあ通』也請大家在節目內使用「みゅーたん」來稱呼。
- 本人表示『霞の里唄祭りっ!』中的曲子「宵待物語」是花了五個小時來錄製的力作。
- 在參加網路電台節目『ふぃあ通』的前後迷上了TRPG，聚集了認識的聲優組成TRPG社團「Lutinus」（页面存档备份，存于）。由大竹擔當社長，並把跑團稱作社團活動來進行。主要遊玩的遊戲是『Arianrhod RPG（日语：アリアンロッドRPG）』。Lutinus中包括大竹在內的部分成員還與「Seven=Fortress」合作進行一些遊戲擴充的測試。
- 玩TRPG的遊戲紀錄中常常因為好戰的發言而被注目，大家就會說「殺意萌え」。
- 2009年3月31日離開原經紀公司ARTSVISION。之後無所屬經紀公司，直到2010年4月加入マセキ芸能社（日语：マセキ芸能社）[1]。2012年2月29日又再度離開。

## 演出作品

### 電視動畫
2006年
- 忍者少女 第一季（月夜姬）
- パッタ ポッタ モン太（日语：パッタ_ポッタ_モン太）（リリー）

2007年
- Over Drive（觀眾、女學生、きこ）
- 獸神演武-HERO TALES-（小孩、周蘭）
- 忍者少女 第二季（月夜姬）
- 意外（巴士導遊）

2008年
- 夕陽染紅的坡道（旁白、女學生）
- H2O -FOOTPRINTS IN THE SAND-（こころ）
- 楚楚可憐超能少女組（やまべ先生、オペレーター）
- 乃木坂春香的秘密（女學生B）
- 記憶女神的女兒們（女性）

### 劇場版アニメ
- 塔麻可吉！劇場版（まめたいようっち）

### CD
- 忍者少女 角色歌專輯 霞の里唄祭りっ!（宵待物語（月夜姬））

### ドラマCD
- アリアンロッド・サガ（日语：アリアンロッド・サガ）・Fan Book　Fellowship of Stone～竜輝石の仲間たち～ Drama CD「思い出フロントライン」（ピアニィ・ルティナベール・フェリタニア）
- アリアンロッド・サガ・Fan Book　Kind of Magic  Drama CD「裏目軍師は伊達じゃない！」（リージュ・フェア・リース）

### 吹き替え
- Mortified（英语：Mortified）（Emily）#6

### ゲーム
- ARCRISE FANTASIA（日语：アークライズファンタジア）（エレナ）
- 4じてん。 四字熟王立学院中等部 定期試験（五臓・六腑）
- たのだん（ジャスティン）

### TRPG（遊戲測試）
- Alshard GAIA RPG（日语：アルシャード#.E3.82.A2.E3.83.AB.E3.82.B7.E3.83.A3.E3.83.BC.E3.83.89.E3.82.AC.E3.82.A4.E3.82.A2RPG） クロスオーバーサプリメント リーフワールド
- Double Cross（日语：ダブルクロス） The 3rd Edition

### TRPG（一般玩家身分）
- アリアンロッド・サガ（日语：アリアンロッド・サガ）・リプレイ（ピアニィ・ルティナベール・レイウォール/ピアニィ・ルティナベール・フェリタニア）
- アリアンロッド・サガ・リプレイ・エチュード（ユファ・プリムナード･コネリー）
- アリアンロッド・サガ・リプレイ・ゲッタウェイ（リージュ・フェア・リース）
- アリアンロッド・サガ・リプレイ・イェーガー（チャイ・ガーリー・ブレンド）
- GUNMETAL BLAZE リプレイ『セイントアンガー』（メア・ローゼリッタ）
- 暗夜魔法使 2ndリプレイ『蒼穹のエンゲージ』（茜月古都）
- Alshard ff（日语：アルシャード#.E3.82.A2.E3.83.AB.E3.82.B7.E3.83.A3.E3.83.BC.E3.83.89ff）  リプレイ『天使がくれた世界滅亡』（シルダ・メルフィンダ）
- メタリックガーディアンRPGリプレイ『起動、鋼の守護神！』（八月三十一日ほたる）

### TRPG（リプレイ撰寫）
- アリアンロッド2E・リプレイ・オーバーキル　ピアニィの不思議なオルゴール

### その他
- 網路電台『ふぃあ通』（嘉賓主持）
- Viva Windows Live!(主持人：2008年8月16日 - )
- 4じてん。 Voice Drama 第一話・第二話（五臓・六腑）

## 外部連結
- Primlog+（页面存档备份，存于） - 本人Blog
- 大竹みゆ (primlog)（页面存档备份，存于） - Twitter